# Four Pines
Four Pines – obszar niemunicypalny w hrabstwach Lake i Mendocino, w Kalifornii (Stany Zjednoczone), na wysokości 1327 m.